# Golfo de Carpentária

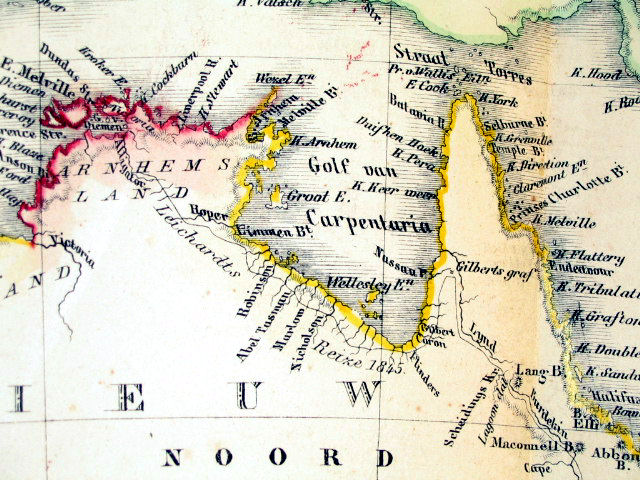
O golfo de Carpentária num mapa holandês de 1859

O golfo de Carpentária é um grande mar pouco profundo rodeado em três dos seus lados pelo norte da Austrália e que limita a norte com o mar de Arafura (o corpo de água que se encontra entre a Austrália e a Nova Guiné). Em termos geológicos, o golfo é recente - já que durante a última era glacial esteve seco.
Na sua foz, o Golfo tem 590 km de largura, e mais ao sul, 675 km. A extensão norte-sul excede 700 km. Abrange uma área de água de cerca de 300.000 km². A profundidade geral é entre 55 e 66 metros (30 e 36 fm) e não excede 82 metros (45 m / s).
A terra que rodeia o golfo é geralmente plana e baixa. Para oeste situa-se a terra de Arnhem e a parte norte do Território do Norte. A leste estende-se a península do Cabo York. A área a sul (que tal como a península do cabo York, faz parte de Queensland) é chamada "território do golfo" ou simplesmente "o golfo" pelos australianos.
O clima é quente e húmido, com duas estações por ano: uma seca, que vai de abril a novembro e é caracterizada por ventos de sudeste e leste sumamente secos, gerados pelo deslocamento invernal de sistemas de alta pressão para sul; e a estação húmida de dezembro a março. A maioria da chuva ocorre nestes meses, e muitas áreas baixas inundam-se durante este período.
Em muitas outras partes da Austrália, produzem-se transições climáticas bruscas em distancias relativamente curtas. A cordilheira australiana, que corre paralela à costa leste e sudeste do continente australiano, é responsável pelo padrão de clima consistente numa faixa costeira com um regime de chuvas razoável, uma zona relativamente afastada das montanhas, e logo uma vasta bacia plana interior que recebe muito pouca chuva. No golfo, no entanto, não há montanhas que limitem a precipitação pluvial à franja costeira e por isso a transição da vegetação tropical profusa das áreas próximas ao mar até às zonas desérticas do centro da Austrália é gradual.
O primeiro explorador europeu, do qual há certeza confirmada de ter estado no golfo de Carpentária, foi Willem Janszoon ou Jansz, holandês, na sua viagem em 1606. O seu compatriota Jan Carstenszoon (ou Carstensz) visitou o golfo em 1623 e deu-lhe o nome em homenagem a Pieter de Carpentier, que era à data Governador-Geral das Índias Holandesas Orientais. Abel Tasman também explorou a costa em 1644. A região posteriormente foi explorada por Matthew Flinders em 1802 e 1803, que fez mapeamentos da área. 
O primeiro explorador que penetra na zona interior foi o prussiano Ludwig Leichhardt, que atravessou a área em 1844 e 1845. Foi seguido por Augustus Gregory da Expedição ao Norte da Austrália em 1856, e depois por Robert O'Hara Burke e William John Wills em 1861 na trágica e célebre Expedição de Burke e Wills. John McKinlay, Frederick Walker e William Landsborough encabeçaram alguns dos grupos na zona do golfo em busca de Burke e Wills em 1861 e 1862.

## Principais rios do golfo

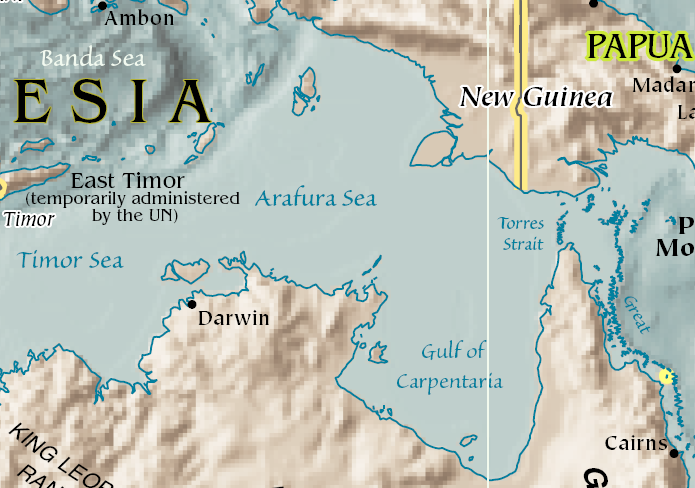
Mapa do golfo de Carpentária.

| - Top End - Rio Roper - Rio Wilton - Gulf Country - Rio Cox - Rio Calvert - Rio Leichhardt - Rio MacArthur - Rio Flinders - Rio Norman - Rio Gilbert | - Península do Cabo York - Rio Smithburne - Rio Mitchell - Rio Alice - Rio Staaten - Rio Mission - Rio Wenlock - Rio Archer |